# Système de support de vie

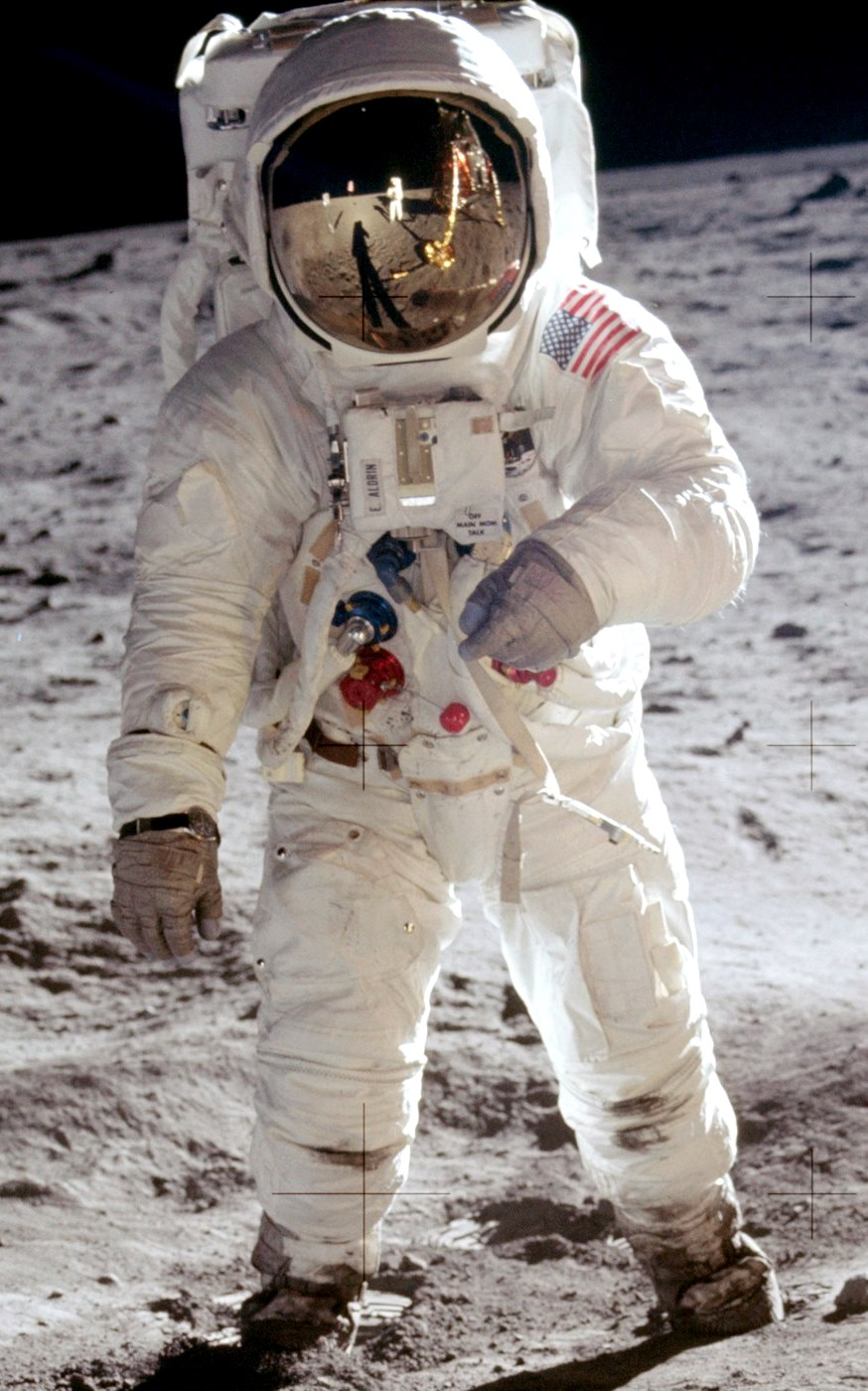
Combinaison de l'astronaute Buzz Aldrin, possédant un système de support de vie.

En astronautique, un système de support de vie, également dénommé équipement de vie ou moyens d'entretien artificiel de la vie, est défini par l'ensemble des techniques permettant la survie d'un humain ou d'un groupe d'humains dans l'espace, de façon plus ou moins autonome.
Un système de support de vie doit fournir aux astronautes un environnement viable avec de l'air, de l'eau et de la nourriture en qualité et en quantité suffisante, mais doit aussi assurer le maintien d'une température et d'une pression acceptable, apporter une protection suffisante contre les agressions extérieures tels les rayonnements spatiaux ou les micro-météorites, ainsi que la gestion et le recyclage des déchets.

## Généralités
La conquête de l'espace prit son essor à la fin de la Seconde Guerre mondiale et fut un des grands moments de la seconde moitié du XXe siècle, marquée, à ses débuts, par une forte concurrence entre les États-Unis et l'URSS, pour des motifs de prestige national liés à la guerre froide.
Le satellite soviétique Spoutnik 1 réalisa le premier vol spatial de l'Histoire le 4 octobre 1957, et le premier vol habité par un être humain eut lieu le 12 avril 1961 avec le vol orbital du soviétique Youri Gagarine.
Lors des premières missions spatiales habitées, l'eau et l'oxygène dont avait besoin les membres de l'équipage étaient apportés avec eux et ils rejetaient leurs déchets dans l'espace, les systèmes de survie des astronautes étant alors en « circuit ouvert » et devant être régulièrement ravitaillés de la Terre, ce qui est toujours d'actualité pour la Station spatiale internationale.
Au début du XXIe siècle, la conquête spatiale se tourne vers la préparation de vols habités de longue durée pour explorer le système solaire, et envisage même la construction de bases spatiales permanentes où se relayeront des équipes, sur la Lune ou sur Mars pour débuter. Pour que soient envisageables des missions de longue durée, il est nécessaire de concevoir des systèmes de survie en « circuit fermé » permettant de limiter, voire de supprimer, la nécessité de tout ravitaillement. Ces systèmes de survie fermés devront assurer différentes fonctions et notamment la production de nourriture, le recyclage et le contrôle de la qualité de l'air et de l'eau.
Toutes les agences spatiales, et notamment la NASA avec l'ECLSS (Environmental Control and Life Support System) et l'ASE avec le système MELiSSA (Micro-Ecological Life Support System Alternative), mènent des études sur différents systèmes de support de vie.

## Caractéristiques physiologiques d'un équipage
Afin de déterminer les moyens permettant de maintenir en vie un équipage lors d'une mission dans l'espace, il fallait d'abord déterminer les caractéristiques physiques, physiologiques et métaboliques d'un être humain.
Les valeurs dépendent du genre du sujet (une femme consomme moins qu'un homme), de sa masse (un nain maigre est plus "économe" qu'une personne de taille moyenne obèse)...
Dans son document « Advanced Life Support: Baseline Values and Assumptions Document » de 2004, la NASA a fait un état des lieux sur les connaissances et les postulats concernant les systèmes de support de vie.
Ainsi un membre d'équipage d'une masse moyenne de 70 kg aurait une dépense métabolique moyenne de 11,82 MJ par jour, ce taux étant modifié par le pourcentage de masse maigre corporel, par l'environnement et par le niveau d'activité physique.
Les consommations et les déchets d'un membre d'équipage standard de 70 kg avec un quotient respiratoire de 0,869 (quantité de moles de dioxyde de carbone produites divisé par la quantité de moles d'oxygène consommé) sont résumés dans le tableau ci-dessous (CM-d : par membre d'équipage et par jour) :
| Balance          | Interface                                    | Valeur moyenne | Unités  |
|                  | Air                                          |                |         |
| rejet            | Dioxyde de carbone rejeté                    | 0,998          | kg/CM-d |
| consommation     | Oxygène consommé                             | 0,835          | kg/CM-d |
|                  | Alimentation                                 |                |         |
| consommation     | Nourriture consommée ; Masse                 | 0,617          | kg/CM-d |
| énergie entrante | Nourriture consommée ; Valeur énergétique    | 11,82          | MJ/CM-d |
| consommation     | Eau potable consommée                        | 3,909          | kg/CM-d |
|                  | Déchet solide                                |                |         |
| rejet            | Fèces (déchet solide)                        | 0,032          | kg/CM-d |
| rejet            | perspiration (déchet solide)                 | 0,018          | kg/CM-d |
| rejet            | Urine (déchet solide)                        | 0,059          | kg/CM-d |
|                  | Déchet liquide                               |                |         |
| rejet            | Eau des fèces                                | 0,091          | kg/CM-d |
| rejet            | Eau de la respiration et de la transpiration | 2,277          | kg/CM-d |
| rejet            | Eau de l'urine                               | 1,886          | kg/CM-d |

## Fonctions des supports de vie
Afin de maintenir en vie l'équipage, un système de support de vie doit assurer différentes fonctions :
- Air : un sous-système maintient les gaz atmosphériques dans la cabine, avec notamment un contrôle de la pression, de la composition globale et des différents constituants de l'air. Il assure également la détection des incendies.
- Biomasse : un sous-système produit, stocke et fournit des produits agricoles de base pour le sous-système alimentaire, tout en régénérant l'air et l'eau.
- Alimentation : un sous-système alimentaire stocke les produits alimentaires préparés et les boissons. Il transforme les produits bruts agricoles provenant du sous-système biomasse en produits alimentaires consommables.
- Température : un sous-système maintient une température et une humidité adéquates.
- Déchet : un sous-système collecte les déchets de l'habitat tels que les déchets humains, les emballages, la biomasse non consommable et l'eau salée provenant des autres sous-systèmes.
- Eau : un sous-système collecte l'eau usée provenant de toutes les sources possibles, récupère et transporte l'eau potable, et emmagasine et fournit l'eau à un degré approprié de pureté pour la consommation et l'hygiène de l'équipage.

### Atmosphère
La régénération de l'air est l'une des fonctions les plus importantes des systèmes de support de vie.
Les valeurs des différents paramètres à contrôler sont données ci-dessous :
| Paramètres                  | Unités  | Basse | Nominale    | Haute |
| Dioxyde de carbone généré   | kg/CM-d | 0,466 | 0,998       | 2,241 |
| Oxygène consommé            | kg/CM-d | 0,385 | 0,835       | 1,852 |
| p(CO2) pour l'équipage      | kPa     | 0,031 | 0,4         | 0,71  |
| p(CO2) pour les plantes     | kPa     | 0,04  | 0,12        | TBD   |
| p(O2) pour l'équipage       | kPa     | 18,0  | 18,0 - 23,1 | 23,1  |
| Pression totale             | kPa     | 48,0  | 70,3        | 102,7 |
| Température                 | K       | 291,5 | 295,2       | 299,8 |
| Humidité relative           | %       | 25    | 60          | 70    |
| Vapeur d'eau perspirée      | kg/CM-d | 0,036 | 0,699       | 1,973 |
| Vapeur d'eau respirée       | kg/CM-d | 0,803 | 0,885       | 0,975 |
| Taux de fuite (vol spatial) | %/d     | 0     | 0,05        | 0,14  |

La valeur de la pression atmosphérique totale est cruciale. Certains préfèrent utiliser des pressions équivalentes à celles retrouvées au niveau de la mer sur Terre (101,3 kPa), car c'est sous ces pressions que la plupart des données physiologiques humaines connues ont été collectées, et elles garantissent des conditions de vies optimales pour l'être humain sur de longues périodes de temps. D'autres préfèrent utiliser de basses pressions afin de réduire la masse totale de gaz requis, la masse totale du véhicule spatial et de diminuer l'hyperoxygénation nécessaire avant une sortie extravéhiculaire dans une combinaison spatiale. Une pression réduite entraine une augmentation du pourcentage en oxygène, relativement aux autres gaz, ce qui a pour inconvénient une augmentation du risque d'incendie. Alors que la pression au niveau de la mer sur Terre est de 101,3 kPa, la NASA considère comme une pression de 70,3 kPa comme pression nominale (Lin 1997).
Pour les humains, la pression partielle tolérable en dioxyde de carbone est de 0,4 kPa (avec une fourchette comprise entre 0,031 kPa au minimum et 0,71 kPa au maximum). Cette pression est supérieure à celle tolérée par la plupart des plantes (environ 0,120 kPa soit 1,200 ppm), mais la limite supérieure acceptable pour les plantes n'est pas encore connue. On pourrait donc envisager des atmosphères différentes pour les compartiments habités et pour les chambres de culture. La p(CO2) normale sur Terre est comprise entre 0,035 kPa et 0,040 kPa (350  à   400 ppm).
La conservation du gaz est nécessaire à tout système de support de vie. Le gaz peut être emmagasiné dans des vaisseaux pressurisés, sous forme de fluide cryogéné, adsorbé ou combiné chimiquement. Le coût du stockage dépend du gaz, les « gaz permanents » tels l'azote et l'oxygène nécessitent de hautes pressions et restent à l'état gazeux à température normale, alors que les « gaz non permanents » comme le CO2 peuvent être stockés plus facilement sous forme liquide sous pression. Le stockage cryogénique nécessite un contrôle thermique permanent ou l'utilisation d'une petite quantité de gaz afin de fournir un refroidissement par évaporation. L'efficacité de l'adsorption et la combinaison chimique varient beaucoup en fonction des gaz considérés.

### Alimentation
L'alimentation, historiquement oubliée des analyses des systèmes de support de vie, a un impact important sur le niveau d'autarcie et sur le coût du support d'un équipage. Pour des missions de longue durée, les aliments d'origine végétale cultivés sur place constituent une source de nourriture, mais ils peuvent aussi permettre de régénérer une partie ou la totalité de l'air (en transformant le dioxyde carbone en oxygène) et de l'eau (en transformant par évapo-transpiration les eaux usées en eau potable). Ainsi, si plus de 25 % de la nourriture, en masse sèche, est produite sur le site, toute l'eau requise peut être régénérée lors du même procédé. Et si environ 50 % de la nourriture, en masse sèche, est produite sur le site, tout l'air requis peut être régénéré (Drysdale, et al., 1997).
La difficulté du recyclage des micronutriments est ce qui rend la fermeture du système impossible actuellement, en 2015.
La microgravité pose un certain nombre de difficultés concernant la culture des végétaux et des recherches sont en cours pour déterminer quelles sont les plantes les plus intéressantes.

### Eau
L'eau est consommée par les membres de l'équipage pour la boisson, les activités de nettoyage, le contrôle thermique de l'EVA et les utilisations d'urgence. Elle doit être stockée, utilisée et récupérée (à partir des eaux usées) de manière efficace puisqu’il n’existe actuellement aucune source dans les environnements atteints lors de l’exploration spatiale humaine. Les futures missions lunaires pourraient utiliser de l’eau provenant des glaces polaires. Les missions sur Mars peuvent utiliser de l'eau de l'atmosphère ou des dépôts de glace.

## Projets des agences spatiales
- L'Agence spatiale européenne : Micro-Ecological Life Support System Alternative (MELiSSA)[17],[18].
- NASA : Environmental Control and Life Support System (ECLSS)[19].